# Тимуриды
Тимуриды — средневековая среднеазиатская тюрко-монгольская династия, правившая на территории Мавераннахра и современных Ирана и Ирака с 1370 года до 1507 года (ветвь династии правила в Бадахшане до 1585 года). Основателем династии был знаменитый полководец Тамерлан, происходивший из монгольского, смешанного с тюркским мусульманским населением племени барлас. Один из представителей династии Тимуридов, Захир ад-дин Мухаммад Бабур, в 1526 году основал династию Великих Моголов в северной Индии.

## Правители династии

### Тимуридская империя
| Титульное имя | Личное имя                                                 | Правление       |
| --- | ---------------------------------------------------------- | --------------- |
| Тимур правил Тураном с Суюргатмыш-ханом в качестве номинального «хана», за которым последовал Гийас ул-Хакк ва-д-Дин Султан Махмуд-хан и возникла империя Тимуридов. |                                                            |                 |
| Амир امیر‎ Тамерлан تیمور لنگ‎ | Тимур تیمور بیگ گورکانی‎                                    | 1370—1405 н. э. |
| Амир امیر‎ | Пирмухаммад бин Джахангир Мирза پیر محمد بن جہانگیر میرزا ‎ | 1405—1407 н. э. |
| Амир امیر‎ | Халил Султан бин Мираншах خلیل سلطان بن میران شاہ‎          | 1405—1409 н. э. |
| Амир امیر‎ | Шахрух Мирза شاھرخ میرزا ‎                                  | 1409—1447 н. э. |
| Амир امیر‎ Улугбек الغ بیگ‎ | Мирза Улугбек میرزا محمد طارق ‎                             | 1447—1449 н. э. |
| Разделение империи Тимуридов |                                                            |                 |

| Мавераннахр | Хорасан/Герат/Фарс/Ирак-е-Аджам |
| --- | --- |
| Абд аль-Латиф میرزا عبداللطیف ‎ Падаркуш (убийца отца) 1449—1450 | - Ала уд-Даула-мирза علاء الدولہ میرزا بن بایسنقر‎ ? - Абу-л-Касим Бабур-мирза میرزا ابوالقاسم بابر بن بایسنقر‎ 1449—1457 - Султан Мухаммад бин Байсонкор سلطان محمد ابن بایسنقر ‎ 1447—1451 |
| Абдулла ибн Ибрагим султан میرزا عبد اللہ‎ 1450—1451 | Абу-л-Касим Бабур-мирза میرزا ابوالقاسم بابر بن بایسنقر‎ 1451—1457 |
| | Шах Махмуд-мирза میرزا شاہ محمود‎ 1457 |
| | Ибрагим Мирза бин Ала уд-Даула ابراھیم میرزا‎ 1457—1459 |
| Абу-Сеид ابو سعید میرزا‎ (Абу-Сеид пришёл к власти в Центральной Азии, опираясь на помощь правителя Узбекского ханства Абу-л Хайра (деда Мухаммеда Шейбани), после чего согласился разделить Иран с правителем Кара-Коюнлу Джихан-шахом, однако правитель Ак-Коюнлу Узун Хасан разгромил и убил сначала Джихан-шаха, а затем Абу-Сеида. После смерти Абу-Сеида Империя Тимуридов вновь распалась). 1451—1469 | |
| **Трансоксания разделена | Хусейн Байкара سلطان حسین میرزا بایقرا‎ 1469 1-е правление |
| | Ядгар Мухаммад-мирза میرزا یادگار محمد‎ 1470 (6 недель) |
| | Хусейн Байкара سلطان حسین میرزا بایقرا‎ 1470—1506 2-е правление |
| | - Бади аз-Заман Мирза (соправитель) بدیع الزمان میرزا‎ 1506—1507 - Мозаффар Хусейн мирза (соправитель) مظفر حسین میرزا‎ 1506—1507                                                           |
| | Правитель Узбекского ханства Мухаммед Шейбани завоевывает Герат |

- После смерти Абу Саида его сыновья разделили Трансоксанию (Мавераннахр) на Самарканд, Бухару, Гиссар, Балх, Кабул и Фергану.

| Султан Ахмед мирза سلطان احمد میرزا‎ 1469—1494 | Султан Ахмед мирза سلطان احمد میرزا‎ 1469—1494                                                                   | Султан Ахмед мирза سلطان احمد میرزا‎ 1469—1494                                                                   | Умар-Шейх-мирза (II) عمر شیخ میرزا ثانی‎ 1469—1494                                                               | Султан Махмуд мирза سلطان محمود میرزا ‎ 1469—1495                                                                | Улугбек-мирза II میرزا الغ بیگ‎ 1469—1502                   |                                                            |                                                            |                                                            |
| Байсункар мирза بایسنقر میرزا بن محمود میرزا‎ 1495—1497 | Султан Али мирза سلطان علی بن محمود میرزا‎ 1495—1500                                                             | Султан Масуд-мирза سلطان مسعود بن محمود میرزا‎ 1495 — ?                                                          | Захир-ад-дин Мухаммад Бабур ظہیر الدین محمد بابر‎ 1494—1497                                                      | Хусрое Шах خسرو شاہ‎ (Usurper) ? — 1503                                                                          | Муким Бек Аргун مقیم ارغون ‎ (Usurper) ? — 1504             |                                                            |                                                            |                                                            |
| Правитель Узбекского ханства Мухаммед Шейбани محمد شایبک خان ازبک‎ 1500—1501 | Правитель Узбекского ханства Мухаммед Шейбани محمد شایبک خان ازبک‎ 1500—1501                                     | Правитель Узбекского ханства Мухаммед Шейбани محمد شایبک خان ازبک‎ 1500—1501                                     | Джахангир-мирза II جہانگیر میرزا‎ (puppet of Sultan Ahmed Tambol) 1497 — ?                                       | Захир-ад-дин Мухаммад Бабур ظہیر الدین محمد بابر‎ 1503—1504                                                      | Захир-ад-дин Мухаммад Бабур ظہیر الدین محمد بابر‎ 1503—1504 | Захир-ад-дин Мухаммад Бабур ظہیر الدین محمد بابر‎ 1503—1504 | Захир-ад-дин Мухаммад Бабур ظہیر الدین محمد بابر‎ 1503—1504 | Захир-ад-дин Мухаммад Бабур ظہیر الدین محمد بابر‎ 1503—1504 |
| Правитель Узбекского ханства Мухаммед Шейбани محمد شایبک خان ازبک‎ 1503—1504 | Правитель Узбекского ханства Мухаммед Шейбани محمد شایبک خان ازبک‎ 1503—1504                                     | Правитель Узбекского ханства Мухаммед Шейбани محمد شایبک خان ازبک‎ 1503—1504                                     | Правитель Узбекского ханства Мухаммед Шейбани محمد شایبک خان ازبک‎ 1503—1504                                     | Правитель Узбекского ханства Мухаммед Шейбани محمد شایبک خان ازبک‎ 1503—1504                                     | Захир-ад-дин Мухаммад Бабур ظہیر الدین محمد بابر‎ 1504—1511 |                                                            |                                                            |                                                            |
| Захир-ад-дин Мухаммад Бабур ظہیر الدین محمد بابر‎ (Никогда до завоевания Индии владения Бабура не были так обширны, как в этот период. Бабур пытался как и его дед Абу-Сеид, объединить земли Тимуридов в Центральной Азии, пользуясь помощью шаха Ирана Исмаила I. 1511—1512 | | | | |                                                            |                                                            |                                                            |                                                            |
| Узбекское ханство под предводительством Убайдулла-хана عبید اللہ سلطان‎ снова захватило Трансоксанию и Балх 1512 | Узбекское ханство под предводительством Убайдулла-хана عبید اللہ سلطان‎ снова захватило Трансоксанию и Балх 1512 | Узбекское ханство под предводительством Убайдулла-хана عبید اللہ سلطان‎ снова захватило Трансоксанию и Балх 1512 | Узбекское ханство под предводительством Убайдулла-хана عبید اللہ سلطان‎ снова захватило Трансоксанию и Балх 1512 | Узбекское ханство под предводительством Убайдулла-хана عبید اللہ سلطان‎ снова захватило Трансоксанию и Балх 1512 | Захир-ад-дин Мухаммад Бабур ظہیر الدین محمد بابر‎ 1512—1530 |                                                            |                                                            |                                                            |
| Территория Империи Тимуридов была завоевана Узбекским ханством, однако один из Тимуридов, Захир-ад-дин Мухаммад Бабур, завоевал Индию и основал Империю Великих Моголов. | | | | |                                                            |                                                            |                                                            |                                                            |

### Империя Великих Моголов
см. Бабуриды, Список падишахов Могольской империи

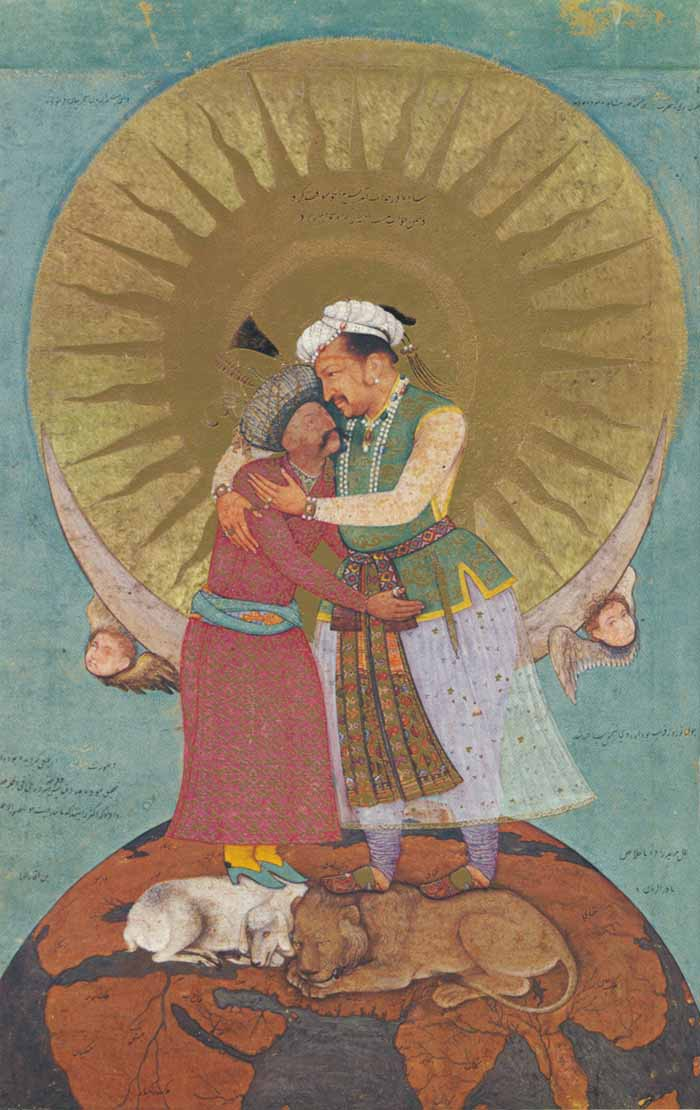
Встреча падишаха Джахангира и иранского шахиншаха Аббаса I в образе двух повелителей мира. Абул Хасан, ок. 1618, Галерея Фрир, Вашингтон.

## Тимуриды — поэты, учёные

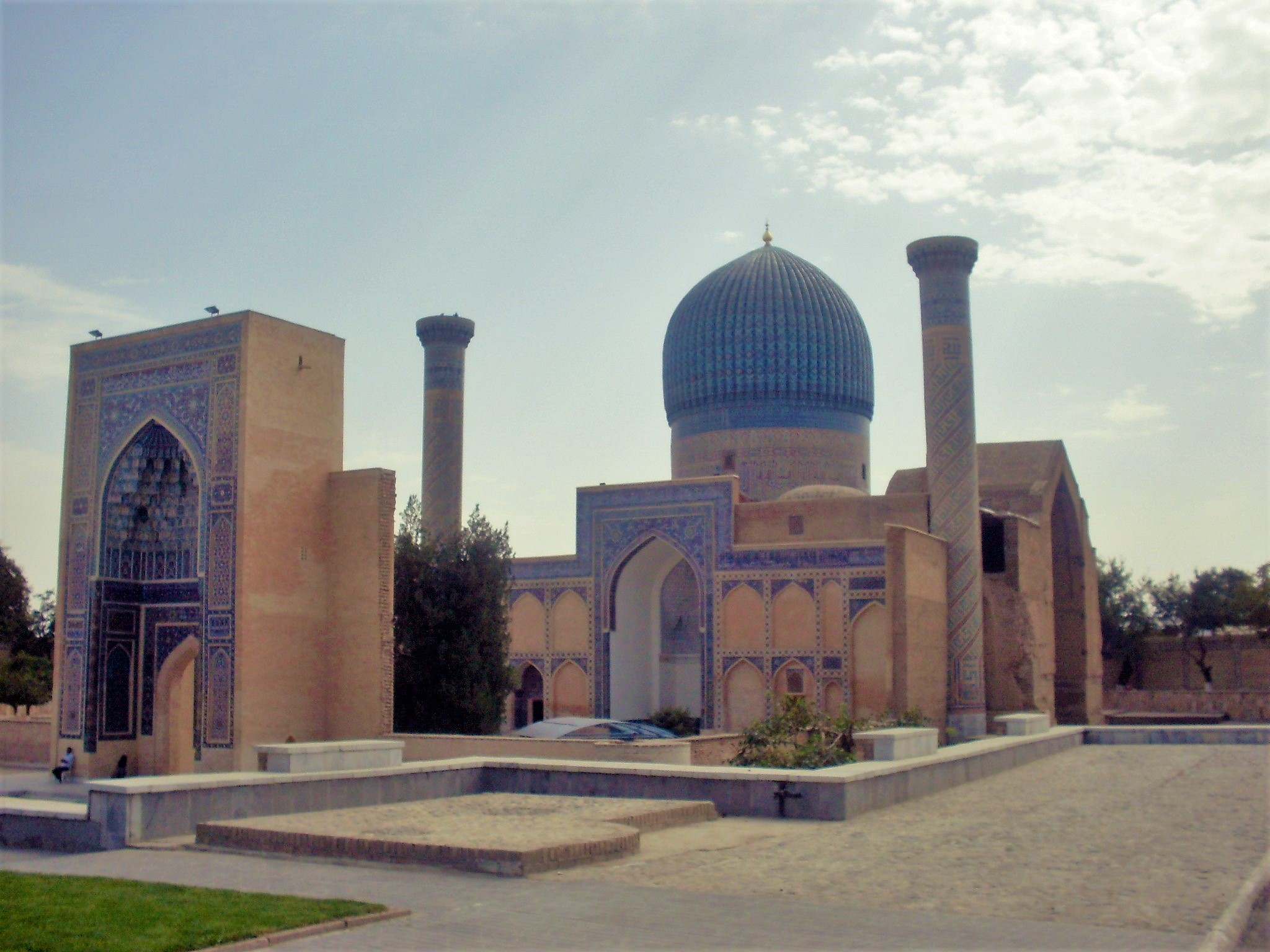
Мавзолей Гур Эмир в Самарканде

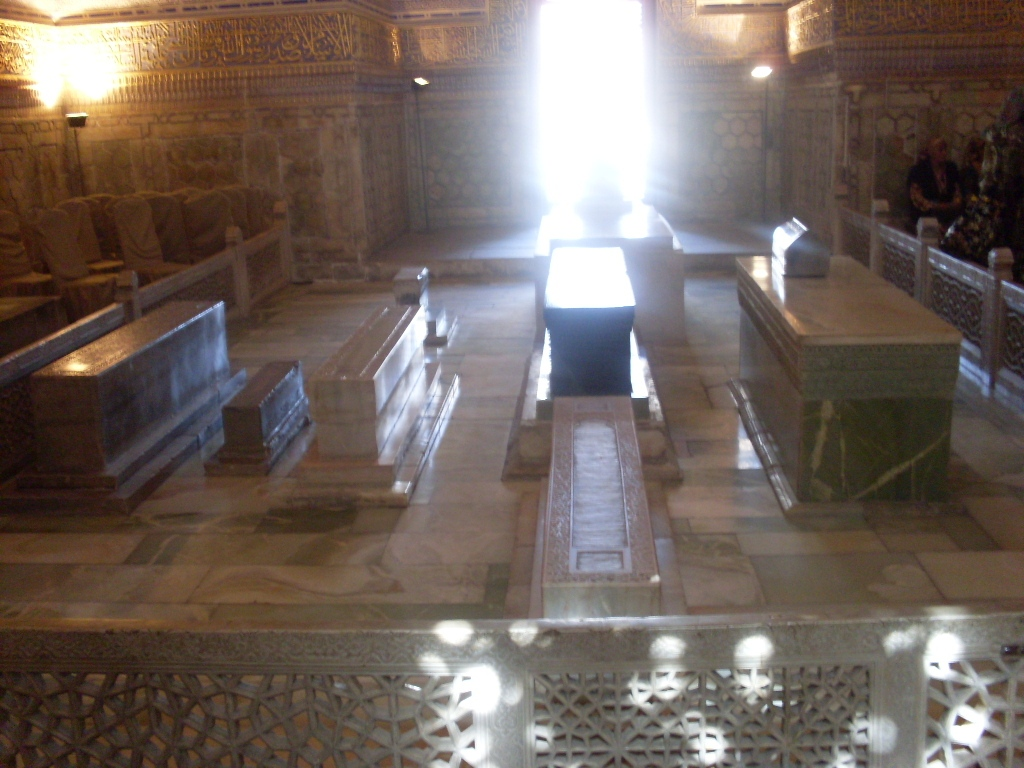
Мавзолей Гур Эмир в Самарканде

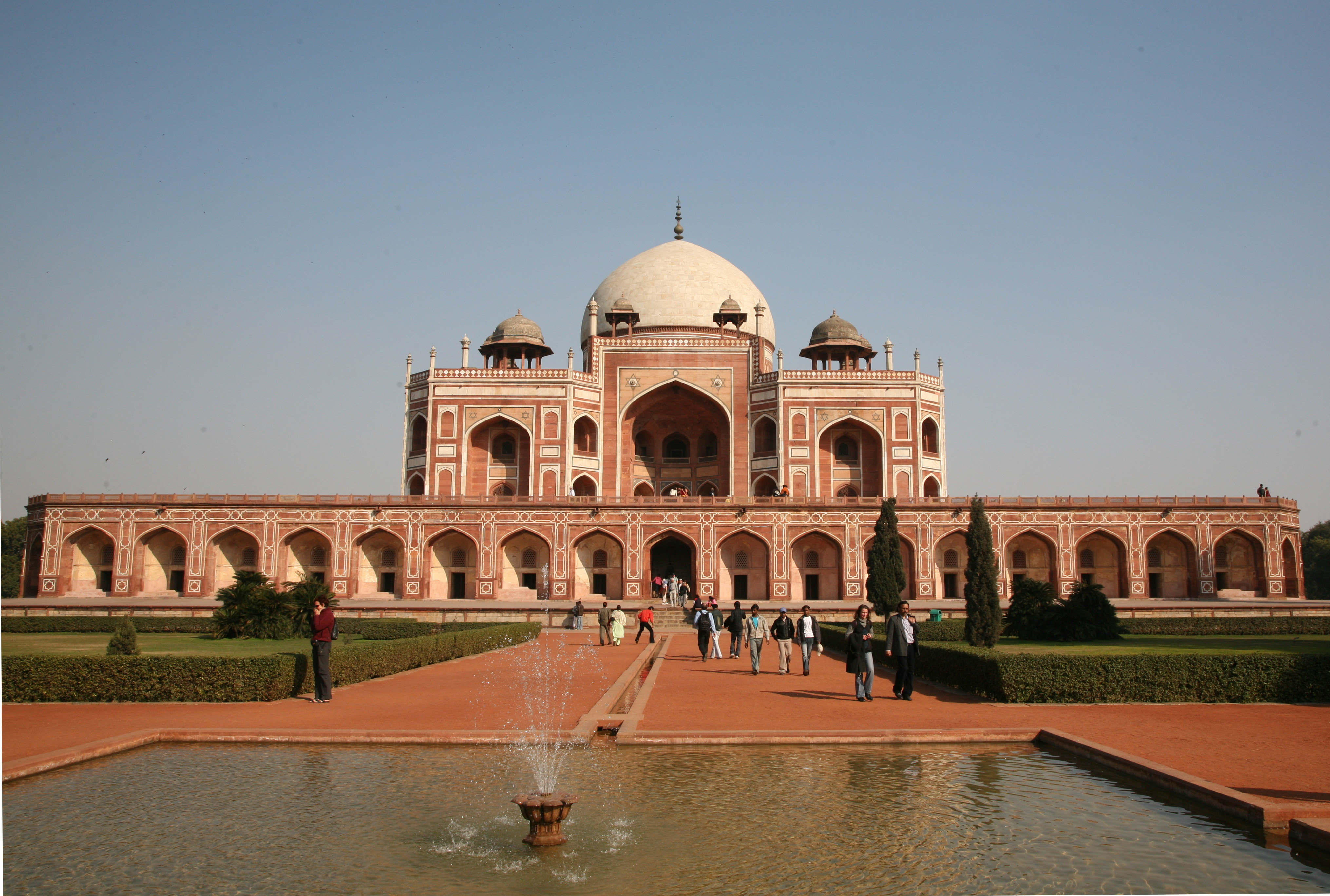
Мавзолей Хумаюна в Дели

Некоторые представители династии прославились как учёные и литераторы.
- Улугбек был великим астрономом и математиком.
- Хусайн Байкара (под псевдонимом Хусайни) был известным поэтом.
- Бабур известен как поэт и автор исторических мемуаров под названием «Бабур-наме».
- Внук Тимура Абу Бакр писал стихи[7].
- Внук Тимура Султан Искандар Ширази был поэтом[7].
- Сын Миран-шаха Халиль-Султан тоже писал стихи[7].
- Внук Тимура, сын Шахруха — Байсонкур, основатель художественной галереи в Герате.
- Дочь Бабура — Гульбадан-Бегим была единственной женщиной-историком в средневековой Индии.
- Правнук Бабура — Джахангир написал мемуары.
- Дочь падишаха Аурангзеба — Зеб ун-Ниса была известной поэтессой на Востоке.